# André Cabanis
Pour les articles homonymes, voir Cabanis.
André, Gaston Cabanis, né le 6 juin 1947 à Toulouse, est un historien du droit français, professeur émérite de l'université Toulouse-I-Capitole.

## Biographie
Fils du romancier et juriste français José Cabanis, André Cabanis effectue toute sa scolarité à Toulouse puis intègre la Faculté de droit et l'Institut d'études politiques de Toulouse (promotion 1967).
Il est marié à Danielle Cabanis, professeure émérite d'histoire du droit à l'université de Toulouse-I-Capitole.
En 2004, il cofonde la Société des amis de José Cabanis.
En 2011, il est élu mainteneur des Jeux floraux de Toulouse au 16e fauteuil.

### Carrière universitaire
En 1971, il soutient une thèse d'histoire du droit La Presse sous le Consulat et l'Empire (1799-1814) puis devient agrégé de droit en 1972. De 1972 à 2015, il enseigne le droit à l'université Toulouse-I-Capitole comme professeur rattaché au Centre toulousain d'histoire du droit et des idées politiques (CTHDIP). Il devient professeur émérite en 2015. Au cours de sa carrière, il est successivement :
- directeur du Centre de recherche et d'information sur le droit à la formation de 1973 à 2000
- chargé de mission auprès du préfet de la région Midi-Pyrénées de 1973 à 2005 pour les affaires culturelles et l'éducation nationale[4]
- directeur de l'Institut d'études politiques de Toulouse de 1980 à 1995[8],[9]
- directeur des Presses universitaires de l'Université Toulouse-I-Capitole de 1993 à 2015
- président de la commission de spécialistes d’histoire des institutions de l’Université des sciences sociales de Toulouse de 1996 à 2005
- vice-président de l'Université  Toulouse-I-Capitole puis chargé  de mission, chargé  des presses universitaires et des bibliothèques, de 2003 à 2016

Ses recherches portent principalement sur l'histoire du droit et des institutions françaises, sur le droit et les institutions des pays du Maghreb et d'Afrique francophone.
Il enseigne le droit dans de nombreuses universités étrangères : Dakar (Sénégal), Ouagadougou (Burkina Faso), Casablanca (Maroc), Tunis (Tunisie), Bucarest (Roumanie), Hanoï (Viet Nam) ou Pékin (Chine populaire).

## Ouvrages

### Monographies
- La presse sous le Consulat et l'Empire, Paris, Société des études Robespierristes, 1975
- La formation continue, enjeu de société, codirigé avec Jean-Arnaud Mazères, Toulouse, Institut d'études politiques de Toulouse-Privat, 1976
- La formation continue dans la Communauté économique européenne, codirigé avec Guy Isaac, Toulouse, Privat, 1977
- La formation continue et l'emploi, codirigé avec Jean Vincens, Toulouse, Privat, 1979
- La presse politique vaudoise sous la République helvétique (contribution à l'étude de l'opinion publique), Lausanne, Bibliothèque historique vaudoise, 1979
- Histoire de Narbonne, avec Jacques Michaud, Toulouse, Privat, 1981, 1988, 2004 (coll. « Pays et villes de France »)
- Les constitutions d'Afrique francophone. Évolutions récentes, avec Michel Louis Martin, Paris, Khartala, 1999
- La dissolution parlementaire à la française, avec Michel Louis Martin, Paris, Presses de Sciences Po, 2001
- L'Europe de Victor Hugo, avec Danielle Cabanis, Toulouse, Privat, 2002
- Le constitutionnalisme de la troisième vague en Afrique francophone, avec Michel Louis Martin, Louvain-la-Neuve, Academia-Bruylant, 2010
- Méthodologie de la recherche en droit international, géopolitique et relations internationales, avec Jean-Marie Crouzatier, Ruxandra Ivan, Jacques Soppelsa, Cluj, 2010
- L’universitaire dans tous ses états, avec Michel Louis Martin, Paris, Klincksieck, 2010
- La responsabilité de protéger : une perspective francophone, avec J.-M. Crouzatier, R. Ivan, C. Mihali, E-M. Mbonda, Cluj, Idea Design & Print, 2010
- Existe-t-il une communauté francophone ? Le discours et le projet, avec Patrice Canivez, Ghania Graba, Ernest-Marie Mbonda, et Ciprian Mihali, Cluj, Idea Design & Print, 2011[10]
- Le néo-constitutionnalisme marocain à l’épreuve du printemps arabe, avec Abdelhak Azzouzi, Paris, L'Harmattan, 2011
- Paul Quilès ou comment rester socialiste, de Mitterrand... à Jaurès, avec Serge Regourd, Paris, Cherche midi, 2015

### Manuels universitaires
- Introduction à l'histoire économique et sociale de la France au XIXe et XXe siècles, Toulouse, Privat, 1977 (coll. Sociétas)
- La société française aux XIXe et XXe siècles : histoire économique, sociale et politique, avec Danielle Cabanis, Toulouse, Privat, 1986, 1989, 1991
- Introduction à l'histoire des idées politiques, avec Danielle Cabanis, Paris, Publisud, 1989
- Histoire politique et constitutionnelle de la France : 1789-1990, avec Michel Louis Martin, Lyon, L'Hermès, 1990
- Histoire des institutions de la France : 1875 à nos jours, avec Michel Louis Martin, Lyon, L'Hermès, 1992, 1994
- La France constitutionnelle et politique de la Révolution à nos jours, avec Michel Louis Martin, Lyon, L'Hermès, 1992, 1994, 1996
- Constitutions et droits fondamentaux, avec Albrecht Weber, Michel Louis Martin et al., Paris, PUF, 1995
- Histoire des institutions de la France : XVe – XVIIIe siècle, avec Olivier Devaux, Lyon, L'Hermès, 1997
- Histoire constitutionnelle et politique de la France de la Révolution à nos jours, avec Michel Louis Martin, Paris, LGDJ, 2000
- Les institutions publiques de la France de 1875 à nos jours, avec Michel Louis Martin, Paris, Ellipses, 2001

### Éditions
Il contribue à l'édition scientifique des œuvres complètes de Benjamin Constant en participant, au sein d'une équipe, à la rédaction des notes et notices et à l'établissement des textes :
- Benjamin Constant, Mémoires sur les Cent-Jours, Tübingen : M. Niemeyer, 1993
- Benjamin Constant, Principe de politique et autres écrits, juin 1814-juillet 1815 : Liberté de la presse, Responsabilité des ministres, Mémoires de Juliette, Acte additionnel, etc., Tübingen : M. Niemeyer, 2001 (2 vol.)
- Benjamin Constant, Florestan ; De l'esprit de conquête et de l'usurpation ; Réflexions sur les constitutions, 1813-1814, Tübingen : M. Niemeyer, 2005 (2 vol.)
- Benjamin Constant, Textes politiques de 1815 à 1817 : articles du Mercure de France, Annales de la session de 1817 à 1818, Berlin, De Gruyter, 2010 (2 vol.)
- Benjamin Constant, Textes de 1818, Berlin, De Gruyter, 2011

## Distinctions
- Chevalier de la Légion d'honneur (2006)[11]
- Commandeur de l'ordre des Palmes académiques[12]
- Docteur honoris causa de l’Académie d’études économiques de Bucarest[13]
- Membre de l'Académie de législation de Toulouse depuis 2006[14]
- Mainteneur des Jeux floraux de Toulouse depuis 2011
- Chevalier de l'ordre du Mérite agricole
- Chevalier de l'ordre du Mérite sportif‎